# إيفيتسا داتشيتش
إيفيتسا داتشيتش (السيريلية الصربية|Ивица Дачић) (مواليد 1 كانون الثاني 1966) هو سياسي صربي يشغل منصب وزير خارجية صربيا منذ أبريل 2014. وهو زعيم الحزب الاشتراكي الصربي. من 2008 إلى نيسان 2012 شغل منصب وزير الداخلية بعد ذلك رئيس وزراء صربيا ووزير الداخلية من تموز 2012 إلى نيسان 2014.
تخرج داتشيتش من جامعة بلغراد عام 1989 وانضم إلى الحزب الاشتراكي في عام 1991. ترقى بسرعة في صفوف الحزب، ليصبح الناطق باسمه في عام 1992، تحت قيادة معلمه سلوبودان ميلوشيفيتش، رئيس صربيا ويوغسلافيا السابقة. بعد هزيمة انتخاب سلوبودان ميلوسيفيتش وإسقاطه (2000-2001)، أصبح داتشيتش عضوا في القيادة العامة، وأصبح زعيم الحزب في عام 2006. عمل لإصلاح الحزب ولتغيير سياساته السابقة، وأعلن مسار مؤيد للاتحاد الأوروبي.

## روابط خارجية
- إيفيتسا داتشيتش على موقع مونزينجر (الألمانية)

1. ↑  pace.coe.int (بالإنجليزية), QID:Q111240972
2. ↑  "Potpredsednici i ministri"، Government of the Republic of Serbia، 2012، مؤرشف من الأصل في 2018-10-26